# Sundet, Alingsås kommun
Sundet är en ort i Alingsås kommun i Västra Götalands län, belägen i den tidigare Alingsås socken och vid sundet mellan sjöarna Stora och Lilla Färgen. Den avgränsades som småort av SCB år 2005, men befolkningen understeg 2010 50 vilket gjorde den då upphörde som småort. Sedan 2015 räknas orten som en del av tätorten Färgens östra strand.